# Jacques Canosi
Jacques Canosi, né le 6 octobre 1965 à Marseille, est un footballeur français jouant au poste de défenseur droit.

## Biographie
Il joue au RC Strasbourg à partir de 1982 et jusqu'en 1987. 
Il rejoint ensuite pour deux saisons le SC Abbeville puis joue au Cercle dijonnais en 1989-1990, au Cercle dijonnais la saison suivante, à l'AS Nancy-Lorraine pendant deux saisons, au SC Bastia également pendant deux saisons. En juin 1995, en fin de contrat avec Bastia, il participe à Saint-Brevin au stage de l'UNFP destiné aux joueurs sans contrat. Il termine sa carrière professionnelle en 1995-1996 au Stade Poitevin FC. 
Il est ensuite entraîneur d'équipes des moins de 19 ans au RC Strasbourg de 1998 à 2003, mais aussi lors de la saison 2009-2010, puis entraîneur des jeunes du centre formation de 2003 à 206, recruteur de 2006 à 2009 et enfin entraîneur adjoint de l'équipe professionnelle au cours de la saison 2010-2011.
Enfin le 5 janvier 2020, lors de ses vœux, le président du Football Club Champagnole annonce que Jacques Canosi est nommé comme entraîneur principal du club, il sera responsable de l’Équipe Première, mais aussi de la planification et de l’organisation d’une politique technique et sportive.

## Palmarès
- RC Strasbourg (Entraîneur)
  - Coupe Gambardella
    - Finaliste (1): 2003

## Statistiques
| Saison                | Club                  | Championnat           | Championnat | Championnat | Coupe(s) nationale(s) | Coupe(s) nationale(s) | Total | Total |
| Saison                | Club                  | Division              | M.          | B.          | M.                    | B.                    | M.    | B.    |
| 1986-1987             | RC Strasbourg         | Division 2            | 1           | 0           | -                     | -                     | 1     | 0     |
| Sous-total            | Sous-total            | Sous-total            | 1           | 0           | -                     | -                     | 1     | 0     |
| 1987-1988             | SC Abbeville          | Division 2            | 32          | 1           | 3                     | 0                     | 35    | 1     |
| 1988-1989             | SC Abbeville          | Division 2            | 33          | 0           | -                     | -                     | 33    | 0     |
| Sous-total            | Sous-total            | Sous-total            | 65          | 1           | 3                     | 0                     | 68    | 1     |
| 1989-1990             | RC Lens               | Division 2            | 31          | 1           | 1                     | 0                     | 32    | 1     |
| Sous-total            | Sous-total            | Sous-total            | 31          | 1           | 1                     | 0                     | 32    | 1     |
| 1990-1991             | Cercle dijonnais      | Division 2            | 28          | 1           | 2                     | 0                     | 30    | 1     |
| Sous-total            | Sous-total            | Sous-total            | 28          | 1           | 2                     | 0                     | 30    | 1     |
| 1991-1992             | AS Nancy-Lorraine     | Division 1            | 24          | 0           | 4                     | 0                     | 28    | 0     |
| 1992-1993             | AS Nancy-Lorraine     | Division 2            | 22          | 0           | -                     | -                     | 22    | 0     |
| Sous-total            | Sous-total            | Sous-total            | 46          | 0           | 4                     | 0                     | 50    | 0     |
| 1993-1994             | SC Bastia             | Division 2            | 38          | 0           | 1                     | 0                     | 39    | 0     |
| 1994-1995             | SC Bastia             | Division 1            | 11          | 0           | -                     | -                     | 11    | 0     |
| Sous-total            | Sous-total            | Sous-total            | 49          | 0           | 1                     | 0                     | 50    | 0     |
| 1995-1996             | Stade Poitevin FC     | Division 2            | 38          | 1           | 1                     | 0                     | 39    | 1     |
| Sous-total            | Sous-total            | Sous-total            | 38          | 1           | 1                     | 0                     | 39    | 1     |
| Total sur la carrière | Total sur la carrière | Total sur la carrière | 258         | 4           | 12                    | 0                     | 270   | 4     |